# Kfz-Mechatroniker

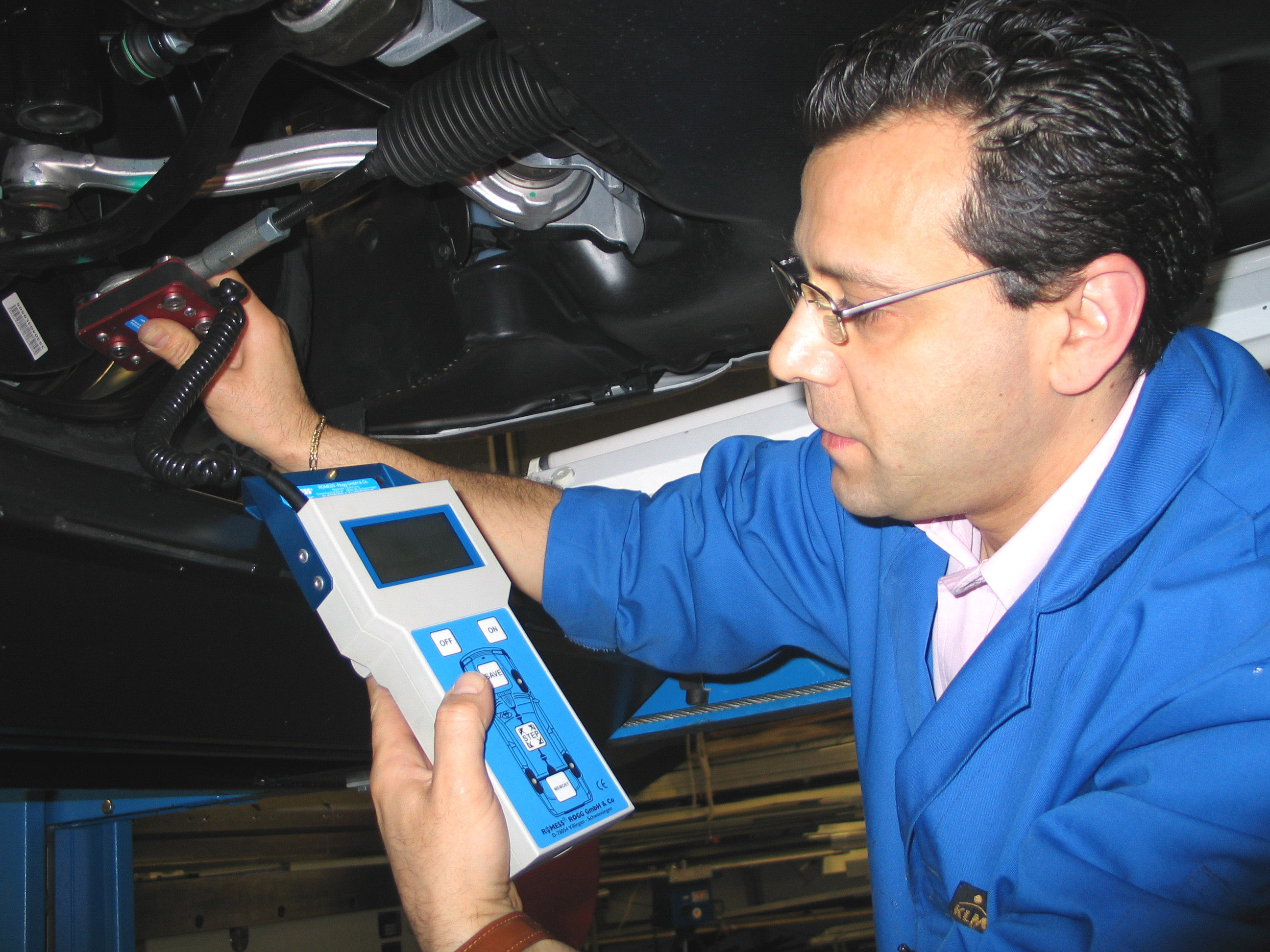
Kfz-Mechatroniker beim Vermessen eines Fahrwerks

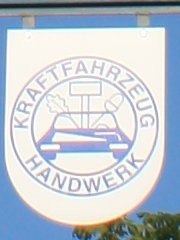
Wappen des Kfz-Handwerks

Der Kfz-Mechatroniker (Deutschland) beziehungsweise Automobil-Mechatroniker (Schweiz) bezeichnet den früheren Beruf Automechaniker und ist ein Ausbildungsberuf.
Der Beruf ist eine klassische Männerdomäne. 2022 lag der Frauenanteil bei den neu abgeschlossenen Ausbildungsverträgen in Deutschland bei 6 %. Mit 21.951 neu abgeschlossenen Ausbildungsverträgen in Deutschland, ist die Ausbildung zum Kraftfahrzeugmechatroniker im Jahr 2022 auf Platz 2 der am häufigsten begonnenen Ausbildungen.

## Berufsbild

### Deutschland

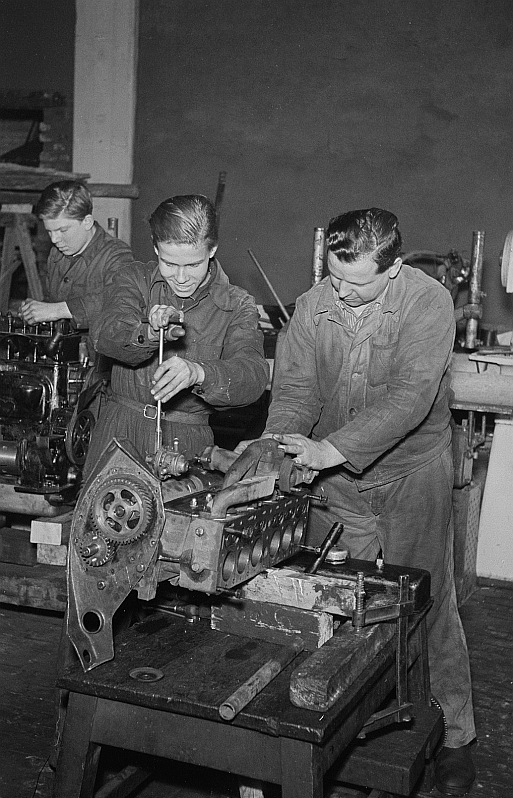
Kraftfahrzeugschlosser bei der Reparatur eines Motors (1952 in Leipzig)

Der Kfz-Mechatroniker entstand 2003 aus den Berufen Kfz-Mechaniker, Kfz-Elektriker und Automobilmechaniker. Die Namensänderung wurde gewählt, um dem modernen Berufsbild zu entsprechen. Mit der neuen Berufsbezeichnung wurde auf die veränderten Anforderungen im Kraftfahrzeugtechnikerhandwerk reagiert. Am 1. August 2013 trat dann die neue Ausbildungsverordnung in Kraft.

#### Voraussetzungen
Rechtlich ist keine bestimmte Schulbildung vorgeschrieben, von den im Jahr 2019 neu abgeschlossenen Ausbildungsverträgen hatten 49,2 % einen Realschulabschluss, 32,7 % einen Hauptschulabschluss und 13,7 % die Hochschulreife.

#### Ausbildungsdauer
Die Ausbildung dauert in der Regel dreieinhalb Jahre und erfolgt im dualen System. Dies bedeutet, dass die Ausbildung im Betrieb, in der Berufsschule und in überbetrieblichen Bildungseinrichtungen stattfindet. Unter bestimmten Voraussetzungen ist eine Verkürzung möglich. Mögliche Gründe, die Ausbildungszeit zu verkürzen, sind besonders gute Leistungen in der Berufsschule oder aber die Anrechnung einer Berufsausbildung.

#### Spezialisierungen
Innerhalb der Ausbildung zum Kfz-Mechatroniker kann der Auszubildende einen von fünf Schwerpunkten wählen. In einem dieser Gebiete wird die Ausbildung vertieft:
- Personenkraftwagentechnik
- Nutzfahrzeugtechnik
- Motorradtechnik
- System- und Hochvolttechnik
- Karosserietechnik

#### Aufgabenbereich
Service-, Wartungs-, Reparatur- und Diagnosearbeiten an Kraftfahrzeugen sind primär Aufgaben, die Kfz-Mechatroniker in einer Kfz-Werkstatt tagtäglich bewerkstelligen müssen. Den Kundenauftrag auszuführen, dabei die Vorgaben zu beachten und bei schwierigen Aufgaben logisch zu denken und zu analysieren, spielt hierbei eine große Rolle.
Aufgabenbereiche innerhalb der Schwerpunkte:

##### Pkw
- Wartung und Reparaturen an Pkws (zum Beispiel an Bremsen, Lenkung, Motor, Getriebe, Lenksystem, Brems- und Fahrwerkassistent, Getriebe oder an Komponenten des Motormanagements)
- Überprüfen der Bauteilfunktionen bei und nach Instandsetzung
- Untersuchen und Diagnostizieren von Fahrzeugen zum Beispiel auf Verkehrssicherheit
- Nachrüsten z. B. von Anhängerkupplungen, Standheizungen und Navigationssystemen
- Anwenden moderner Werkstattinformations- und Kommunikationssysteme, Auslesen von Fehlerspeichern
- Recherchieren von Daten
- Aktualisieren und Parametrieren von Steuergeräten

##### Nutzfahrzeugtechnik
- Nutzfahrzeuge warten, wie Durchführen einer 100.000-km-Inspektion einschließlich Überprüfung der Bauteile auf Verschleiß
- Bauteile und Komponenten instand setzen, wie Bremssysteme, Motoren und Getriebe
- Diagnostizieren der verknüpften Fahrzeugsysteme einschließlich Beseitigen von Störungen in der Kommunikation der einzelnen Bauteile
- Nutzfahrzeuge auf Verkehrssicherheit überprüfen und die dafür notwendigen Reparaturen durchführen

##### Motorradtechnik
- Motorräder warten, wie Durchführen von Frühjahrschecks
- Rahmen, Radaufhängungssysteme und Fahrwerke auf Verschleiß und Schäden prüfen
- Instandsetzungsarbeiten am Brems- und Fahrwerkssystem durchführen
- Zubehör nach Kundenwünschen und Straßenverkehrszulassungsordnung nachrüsten

##### System- und Hochvolttechnik
- Fahrzeuge und seine Systemkomponenten identifizieren
- Entsprechende Vorgänge bei Fehlerdiagnosen einhalten
- Fehlersuchstrategien festlegen
- Bauteile in bestehende Fahrzeugsysteme nachrüsten
- Umgang mit Hochvoltsystemen und deren Komponenten

##### Karosserietechnik
- Planen und Vorbereiten von Karosseriearbeiten
- Instandsetzen von unfallbeschädigten Fahrzeugen
- Reparatur und Montagearbeiten
- Schadensumfang beurteilen, Fehler, Mängel und deren Ursachen feststellen
- Warten, Prüfen und Einstellen von Fahrzeugen und Systemen

#### Abschluss
Es erfolgt eine Gesellenprüfung in zwei Teilen. Die Gesellenprüfung Teil 1 ist für alle fünf Ausbildungsschwerpunkte gleich. Sie dauert fünf Stunden und erfolgt an mindestens einer Arbeitsaufgabe. In Teil 2 der Gesellenprüfung müssen drei Arbeitsaufgaben bewältigt werden, zwei davon aus dem gewählten Ausbildungsschwerpunkt.

#### Weiterbildung
- Geprüfter Kfz-Servicetechniker
- Meister im Kfz-Technikerhandwerk
- Geprüfter Automobilverkäufer
- Geprüfter Automobil-Serviceberater
- Geprüfter Automobil Teile- und Zubehörverkäufer
- Betriebswirt im Kfz-Gewerbe (HWK) – BFC

### Schweiz
Für berufliche Grundbildung im Bereich gibt es in der Schweiz im Moment drei Berufe:
- Automobil-Assistent EBA (2 Jahre)
- Automobil-Fachmann/-frau EFZ  (3 Jahre)
- Automobil-Mechatroniker EFZ (4 Jahre)

Der Automobil-Assistent hat dabei die niedrigsten Anforderungen und der Automobil-Mechatroniker die höchsten. Der Motorradmechaniker EFZ basiert auf einer eigenen Verordnung.
Die drei Lernorte sind immer der Ausbildungsbetrieb, die Berufsfachschule und die überbetrieblichen Kurse.

#### Automobil-Assistent
Die Berufsfachschule wird an einem Tag die Woche besucht.
Die überbetrieblichen Kurse umfassen mindestens 20 und höchstens 24 Tage zu 8 Stunden.
Die Verordnung trat erstmals am 1. Januar 2007 in Kraft.

#### Automobil-Fachmann
Im 1. Ausbildungsjahr sind 1½ Tage pro Woche an der Berufsfachschule, ab dem 2. Ausbildungsjahr noch 1 Tag pro Woche.
Die Ausbildung ist aufgeteilt in die Fachrichtungen Personenwagen bzw. Nutzfahrzeuge.
Die überbetrieblichen Kurse umfassen mindestens 40 und höchstens 45 Tage zu 8 Stunden.
Vorgängerberuf war der Automonteur.

#### Automobil-Mechatroniker
Die Ausbildung ist aufgeteilt in die Fachrichtungen Personenwagen bzw. Nutzfahrzeuge.
Die Vorgängerberufe waren Automechaniker und Fahrzeug-Elektriker-Elektroniker.
Vom ersten bis zum dritten Ausbildungsjahr sind 1½ Tage pro Woche an der Berufsfachschule, im 4. Ausbildungsjahr noch 1 Tag pro Woche.
Die überbetrieblichen Kurse umfassen mindestens 60 und höchstens 66 Tage zu 8 Stunden.

#### Weiterbildung

Karriere im Schweizer Automobil-Handwerk

- Automobildiagnostiker (Berufsprüfung)
- Automobil-Verkaufsberater (Berufsprüfung)
- Automobilkaufmann (Höhere Fachprüfung)
- Landmaschinenmechanikermeister (Höhere Fachprüfung)

### Verwandte Berufe
- Mechatroniker, Deutschland
- Fahrzeuglackierer, Deutschland und Schweiz